# Kaplica pw. św. Krzyża w Siedlcach
Kaplica pw. św. Krzyża (potocznie nazywana Kaplicą Ogińskich) – klasycystyczna kaplica znajdująca się w Siedlcach przy ul. Starowiejskiej. Została wybudowana w 1791 na polecenie księżnej Aleksandry Ogińskiej, kaplica zaprojektowana przez Zygmunta Vogla, którego jest jedynym znanym dziełem architektonicznym, wzniesiona w miejscu pierwotnego kościoła drewnianego z 1530-32, w otoczeniu pierwszego siedleckiego cmentarza. W 1798 spoczęło tutaj ciało fundatorki.
Kaplica ma podstawę ośmioboku, jest ozdobiona kolumnami toskańskimi i pokryta kopułą z ażurową latarnią. Na głównych drzwiach jest XVIII-wieczna kołatka o kształcie lwich głów. Nad drzwiami bocznymi, które są wejściem do krypty, znajdują się inicjały Aleksandry.
Kaplica, wbrew upowszechnianym informacjom, nigdy nie należała do zespołu pałacowo-ogrodowego, na co wskazuje plan Siedlec z 1811 r. Budynek nie był powiązany komunikacyjnie z założeniem pałacowo-parkowym. Elewacja zwrócona jest w stronę ul. Starowiejskiej. Do połowy XIX w. za kaplicą przebiegał kanał, wzdłuż którego poprowadzony był płot oddzielający założenie od terenu cmentarza.